# دهدر میرزا
دهدر میرزا (به انگلیسی: Dadhar Mirza) یک روستا در پاکستان است که در پنجاب واقع شده‌است.